# Bill Huck
Bill Huck (* 9. März 1965 in Dresden) ist ein deutscher Radsporttrainer und ehemaliger Bahnradsportler. Er wurde zweimal Weltmeister im Sprint.

## Sportliche Laufbahn
Seinen ersten nationalen Titel gewann er im Juli 1982, als er in Leipzig DDR-Meister im Sprint der Klasse Jugend A wurde. 1982 belegte Bill Huck, der für den SC Dynamo Berlin fuhr, den zweiten Platz bei den UCI-Bahn-Weltmeisterschaften der Junioren im Sprint. 1989 in Lyon und 1990 in Maebashi wurde er Weltmeister im Sprint der Amateure. 1986 und 1990 gewann Huck zudem den Sprintklassiker Grand Prix de Paris. 1987 bis 1989 gewann Huck mit der Internationalen Sprintermeisterschaft von Berlin (die auf der Bahn der Werner-Seelenbinder-Halle in Berlin ausgetragen wurde) eines der populärsten Bahnrennen in der DDR. 1985 und 1989 gewann er den Großen Preis von Berlin. Huck gewann die letzten beiden Austragungen des Großen Preises der DDR im Sprint. Den Grand Prix Aeroflot konnte er 1989 gewinnen.
Nach der Wiedervereinigung belegte Huck 1991 den zweiten Platz im Sprint der Amateure bei der Bahn-WM 1991 in Stuttgart und wurde Dritter der deutschen Meisterschaft 1993.

### Doping
1991 wurde Huck wegen Dopingvergehens vom italienischen Radsportverband FCI vom 20. September bis 20. Dezember gesperrt. Bei einem Zeitfahr-Rekordversuch im italienischen Bassano del Grappa wurde – bei wie auch 20 weiteren Fahrern – Spuren des anabolen Steroids Nortestosteron festgestellt. Alle positive getesteten Fahrer und auch Huck wurden auf Grund von Verfahrensfehlern von der UCI freigesprochen.

## Berufliches
Nach seinem Rücktritt vom aktiven Radsport ist Bill Huck als Trainer tätig, u. a. von 1998 bis 2000 als Coach der südafrikanischen Bahnrad-Nationalmannschaft, von 2000 bis 2001 in Großbritannien sowie ab 2008 als Betreuer des Nationalteams von Barbados. Ab Juni 2015 betreute er die Sprinter der USA im Velodrom von Colorado Springs. Ab November 2016 arbeitete Bill Huck als Trainer für das Leistungszentrum des spanischen Bahnradsports auf Mallorca. Von September 2017 an war er ein Jahr lang als Sprint-Nationaltrainer in den Niederlanden tätig. Zum 1. Februar 2019 nahm er seine Tätigkeit als Kraft- und Konditionstrainer sowie als Sichtungstrainer im BMX-Bereich beim LKT Team Brandenburg auf. Ab 2019 bereitete er Eric Engler vom RSC Cottbus auf die Olympischen Sommerspiele in Tokio vor.

## Erfolge
1982

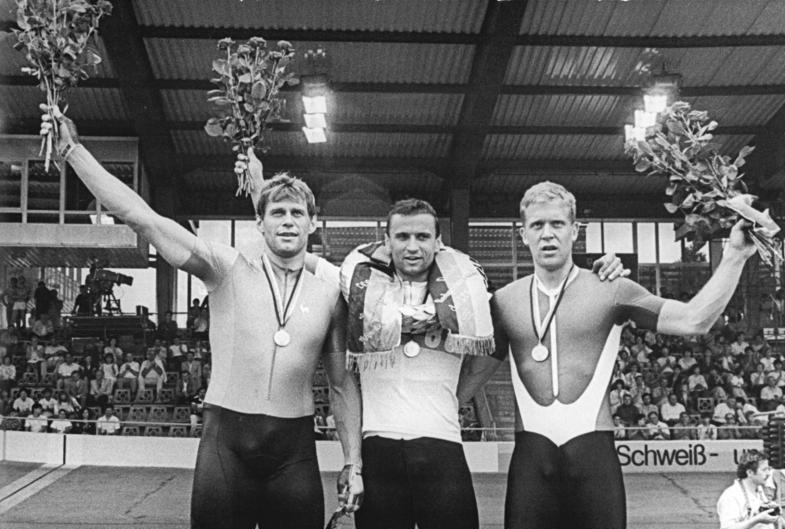
Bill Huck (r.) bei den DDR-Bahn-Meisterschaften 1988 in Cottbus mit Michael Hübner (l.) und Lutz Heßlich (M.)

- Junioren-Weltmeisterschaft – Sprint

1986
- Grand Prix de Paris

1987
- Amateur-Weltmeisterschaft – Sprint

1989
- Amateur-Weltmeister

1990
- Amateur-Weltmeister

1991
- Amateur-Weltmeisterschaft – Sprint
- Grand Prix de Paris